# Florala
La ville américaine de Florala est située dans le comté de Covington, dans l’État de l’Alabama. Sa population s’élevait à 1 984 habitants lors du recensement de 2010.

## Origine du nom
La localité est située à la frontière avec la Floride, ce toponyme est un mot-valise formé sur le nom des deux États : Florida-Alabama.

## Démographie
| 1910  | 1920  | 1930  | 1940  | 1950  | 1960  | 1970  | 1980  |
| ----- | ----- | ----- | ----- | ----- | ----- | ----- | ----- |
| 2 439 | 2 633 | 2 580 | 2 999 | 2 713 | 3 011 | 2 701 | 2 165 |

| 1990  | 2000  | 2010  | - | - | - | - | - |
| ----- | ----- | ----- | - | - | - | - | - |
| 2 075 | 1 964 | 1 980 | - | - | - | - | - |

## Source
- (en) Cet article est partiellement ou en totalité issu de l’article de Wikipédia en anglais intitulé « Florala, Alabama » (voir la liste des auteurs).